# سلمیه حایط
سلمیه حایط (به عربی: السلمية الحايط)، روستایی از توابع نجع حمادی در استان قنا و کشور مصر است.

## جمعیت
براساس سرشماری سال ۲۰۰۶ مصر، جمعیت آن ۱۰۴۵۵ نفر (۵۲۳۶ مرد و ۵۲۱۹ زن) بوده‌است.